# トライアンフ (空母)
トライアンフ (HMS Triumph, R16) は、イギリス海軍の航空母艦。コロッサス級航空母艦の1隻。ホーソン・レスリー社（タインアンドウィア）で建造され、比較的迅速に工程は進捗したが、第二次世界大戦の終戦までに就役することはできなかった。トライアンフは朝鮮戦争に従軍し、後には支援艦に改修された。

## 艦歴

### 就役
トライアンフは第二次大戦中の1943年1月27日にホーソン・レスリー社の造船所で起工され、ヨーロッパ戦線が終結する約半年前に進水。1946年5月6日に就役した。

### 朝鮮戦争
1950年、トライアンフは極東艦隊の一部としてイギリス連邦占領軍が駐屯していた日本の広島県へ巡航する。イギリスの植民地の香港に接近したとき、朝鮮半島で戦争が勃発したとのニュースが入り、部隊は警戒態勢に入った。
トライアンフと姉妹艦のシーシュースは駆逐艦コサック (HMS Cossack, F03) に護衛され、日本の呉で燃料および食糧を補給した。駆逐艦コンソート (HMS Consort, R76) および軽巡洋艦ジャマイカ (HMS Jamaica, C44) はオーストラリア海軍のフリゲート、ショールヘヴン (HMAS Shoalhaven, K535) 、イギリス海軍のタンカー、ウェーブ・コンカラー (RFA Wave Conqueror) と共にトライアンフと合流し、艦隊は基地を出港した。
翌日トライアンフおよび随伴艦艇はアメリカ軍が占領下に置いていた沖縄に向かい、アメリカ軍基地で給油を行った。続いて他のイギリス軍艦艇が集中する韓国西岸に向かった。当時トライアンフは極東における唯一のイギリス海軍空母であった。朝鮮戦争初期の数ヶ月間において、トライアンフは大きな役割を果たすこととなる。アメリカ海軍艦隊と合流後、トライアンフ搭載の第827海軍飛行隊は旧式のシーファイア（イギリス空軍の象徴であるスーパーマリン スピットファイアの海軍版）を用いて出撃し、第二次世界大戦末期のごとく多くの戦闘に遭遇した。トライアンフはまた朝鮮戦争初期においてフェアリー ファイアフライも運用した。

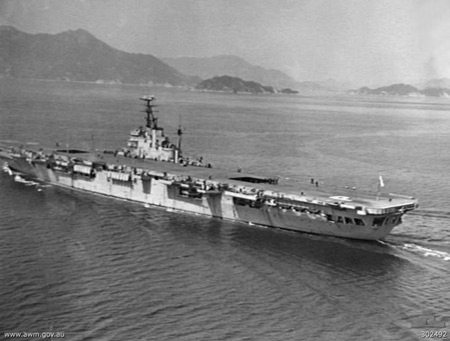
岩国沖を進むHMSトライアンフ（1950年）

トライアンフ搭載のシーファイアおよびファイアフライは、アメリカ空母ヴァリー・フォージ (USS Valley Forge, CV-45) の搭載機と共に7月3日に平壌および Chinnam の飛行場を攻撃した。シーファイアは機敏で高速であり、信頼性も高い機体であった。これは北朝鮮軍が運用したソ連製のヤク9と類似した外観を持っていた。このことは後に朝鮮戦争におけるトライアンフの配備において、悲劇的な事件の発生に繋がった。
1950年7月19日、スーパーマリン シーオッターを操縦するP・ケイン中尉は、撃墜されたF4U コルセアのアメリカ軍パイロットを荒海の中から救助しようとしていた。シーオッターは悪天候にもかかわらず着水し、パイロットはすぐに救助された。シーオッターは熟練したパイロットの技量により無事にトライアンフに帰還した。
7月28日に悲劇的な事故が発生した。搭載機のシーファイアは索敵のため戦闘空域に展開した。彼らが発見したのはアメリカ空軍のB-29爆撃機であった。シーファイアの1機がB-29によって燃料タンクを銃撃され、パイロットは脱出、荒海の中に着水した。荒天のためシーオッターによる救助も不可能となり、パイロットはアメリカ海軍の駆逐艦エヴァソール (USS Eversole, DD-789) によって救助されるまで、約一時間海の中で待つことを強いられた。
トライアンフは戦闘空中哨戒および対潜水艦作戦を継続し、その後朝鮮半島海域を離れ呉に帰還、修理のため8日間を過ごした。7月9日にトライアンフは韓国西岸に戻り、巡洋艦ケニア (HMS Kenya, C14) 、駆逐艦コムス (HMS Comus, R43) 、カナダ海軍のアサバスカン (HMCS Athabaskan, R79) 、スー (HMCS Sioux, R64) と合流した。シーファイアは数多くの写真撮影偵察活動を、木浦、群山、 Chinnam 、仁川で行った。続く数日にわたってシーファイアは北朝鮮軍の砲艦2隻を破壊し、鉄道に対する攻撃や小型沿岸船舶および石油タンクを破壊した。

### 戦後

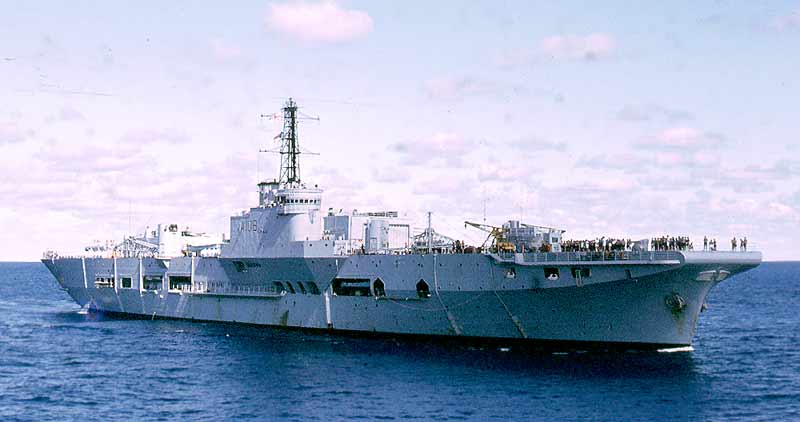
重工作艦としてのトライアンフ

1952年にはアングルド・デッキの試験に用いられている。
朝鮮戦争終了後の任務はありふれたものであった。トライアンフは予備役となり、1950年代半ばには訓練および公試用の艦となる。1958年から65年にかけて改修が行われ、重工作艦として A108 のペナント・ナンバーが与えられた。その後はシンガポールを拠点として1968年には極東での艦隊演習に参加し、イギリス海軍および他国海軍の主力艦、多数の駆逐艦やフリゲートと共に活動した。トライアンフは重工作艦および輸送艦として使用され、1975年に退役、1981年に除籍されスペインでスクラップとして廃棄された。